# Солёное (озеро, Находка)
Солёное — пресное озеро в черте города Находки. Соединяется протокой с речкой Каменкой, впадает в залив Находка.
На схеме-чертеже 1917 года обозначено под названием Гнилое озеро.
В течение нескольких десятилетий озеро использовалось как водоприёмник неочищенных сточных вод близлежащих микрорайонов, и наряду с речкой Каменкой считалось сточной канавой города: запах фекалий доносился до Находкинского проспекта и проспекта Мира. В озеро попадают утечки мазута с расположенной вблизи котельной. Местами берега озера заболочены. Цветение воды в летний период наблюдается на всех участках акватории. В озере водится рыба.
По плану 1977 года на берегах озера предполагалось строительство городского парка и стадиона на 25 тысяч зрителей. До середины 1990-х годов на озере действовала лодочная станция с катамаранами.